# تارا جاف
تارا جاف هي عازفة قيثارة ومغنية عراقية كردية ولدت في سنة 1958 في بغداد، إشتهرت بعزفها على العديد من الآلات الوترية وبالأخص القيثارات السومرية، وكذلك في اختصاصها في الموسيقى الكردية. قامت بتأليف عدة ألحان من طرازها. إنتقلت للعيش إلى إنجلترا في سنة 1976 وقامت هناك بأداء عدة عروض وحفلات عبر العالم.

## روابط خارجية
- تارا جاف على موقع IMDb (الإنجليزية)
- تارا جاف على موقع ديسكوغز (الإنجليزية)